# VY Canis Majoris
VY Canis Majoris (VY CMa) ist ein Roter Überriese. Dieser Stern ist einer der größten Sterne der Milchstraße, deren Größe bekannt oder abschätzbar ist.

## Eigenschaften

Größenvergleich zwischen der Sonne und VY Canis Majoris
Größenvergleich zwischen VY Canis Majoris (rechts) und verschiedenen Sternen
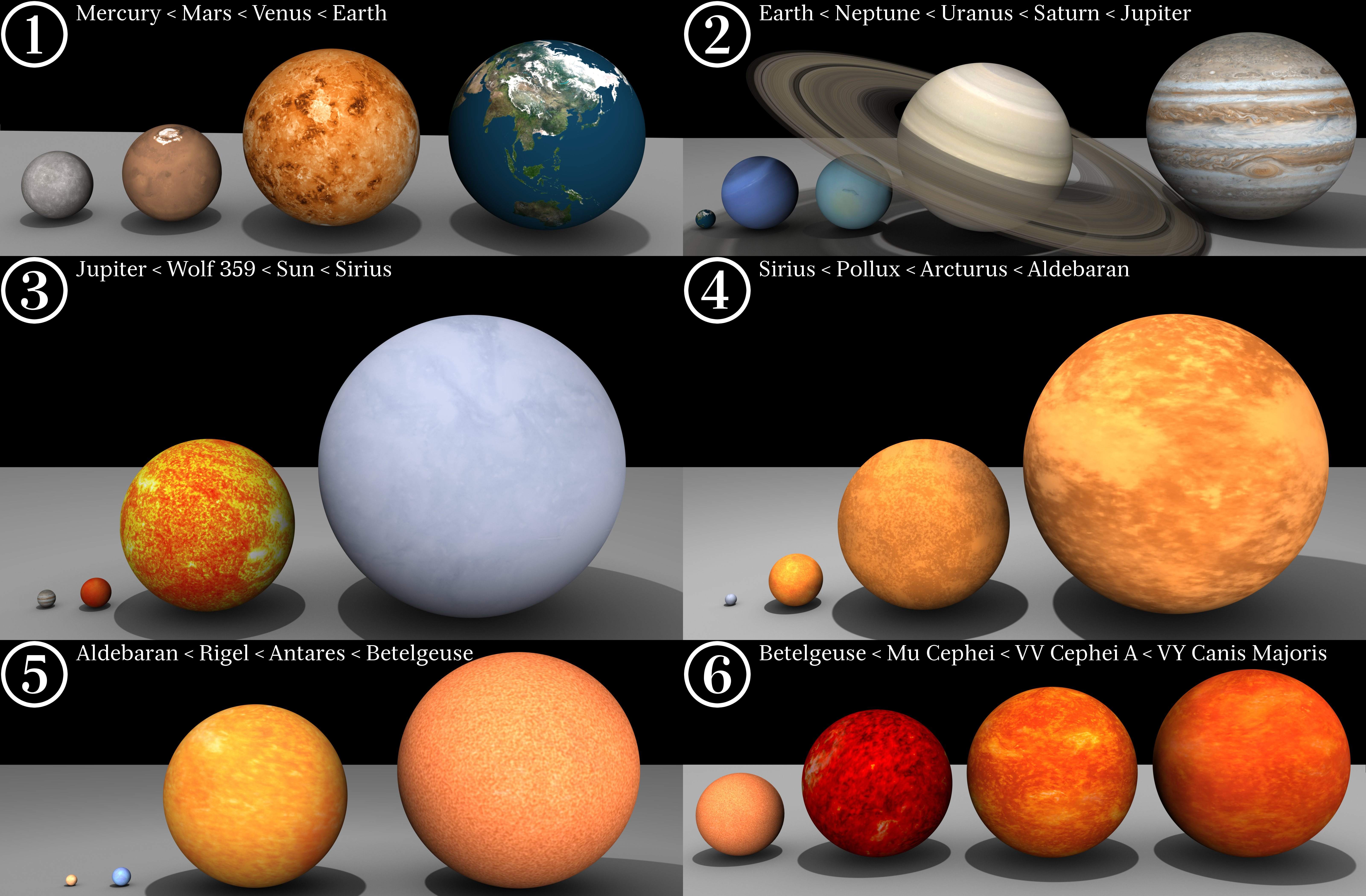
VY Canis im Größenvergleich zu anderen Himmelskörpern (Bild 6, ganz rechts, neben VV Cephei)

Roberta M. Humphreys errechnete im Jahr 2006 den Radius von VY CMa auf das 1800- bis 2100-fache des Sonnenradius (R☉).
Neuere Untersuchungen aus dem Jahr 2012 deuten auf einen kleineren Radius von 1420 ± 120 R☉ und eine dafür größere Nähe von 1200 (statt 1500) Parsec (3900 Lichtjahre, 37 Billiarden km) hin. Würde die Sonne durch einen solchen Stern ersetzt, dann würde sich dieser über die Umlaufbahn von Jupiter ausdehnen.
Es gibt zwei unterschiedliche Meinungen zur Zuordnung von VY CMa: Einige Forscher (so wie Roberta M. Humphreys in ihrer Arbeit) meinen, der Stern sei ein sehr großer und sehr heller Roter Überriese. Andere (so die Untersuchung von Massey, Levesque und Plez) hingegen kommen zu dem Ergebnis, dass VY CMa nur ein normaler Roter Überriese ist.
Der Namensteil „VY“ folgt den Regeln zur Benennung veränderlicher Sterne und besagt, dass VY Canis Majoris der 43. veränderliche Stern ist, der im Sternbild Großer Hund (Canis Majoris) entdeckt wurde.
2007 entdeckten US-amerikanische Astronomen um Lucy Ziurys bei Untersuchungen mit einem 10-Meter-Radioteleskop Cyanwasserstoff, Schwefelkohlenstoff, Natriumchlorid sowie Phosphor-Stickstoff-Verbindungen in der Umgebung des Sterns. Diese umgebende Wolke ist auch der Grund, warum nur ein Bruchteil des vom Stern ausgehenden sichtbaren Lichts auf der Erde ankommt und VY CMa daher viel dunkler erscheint, als aufgrund seiner Leuchtkraft anzunehmen wäre.